# Jak Crawford
Carlton Crawford, dit Jak Crawford, né le 2 mai 2005 à Charlotte, est un pilote automobile américain. Membre du Red Bull Junior Team de 2020 à 2023, il est également vice-champion d'Allemagne de Formule 4 en 2020.

## Biographie
Jak Crawford commence le karting en 2007, remportant plusieurs compétitions nationales et internationales comme le Challenge of the Americas - Junior Rotax Series. Il passe en monoplace fin 2018, dans le championnat de Formule 4 de la NACAM, unique championnat de Formule 4 à autoriser des pilotes de seulement treize ans : malgré de nombreux problèmes mécaniques en début de saison, il remporte six victoires, dont quatre sur les six dernières courses, lui permettant de se classer deuxième. Après une année 2019 conclue par une septième place en US F2000 National Championship, il rejoint le Red Bull Junior Team, qui l'engage en Europe chez Van Amersfoort Racing dans les championnats allemand et italien de Formule 4,. Dans une année émaillée par la pandémie de coronavirus, il reste en Europe loin de sa famille, à tout juste quinze ans, tout le long de l'année. Il met la priorité sur le championnat allemand, Red Bull jugeant le niveau de ce championnat plus élevé que son homologue italien, manquant plusieurs courses de ce championnat. Après une bataille acharnée avec son coéquipier Jonny Edgar, déjà à sa deuxième saison de Formule 4 européenne, le pilote américain doit finalement s'incliner pour deux points et se contenter du titre de vice-champion, à seulement quinze ans,. Il rejoint ensuite la Formule 3 chez Hitech GP.

## Galerie photos

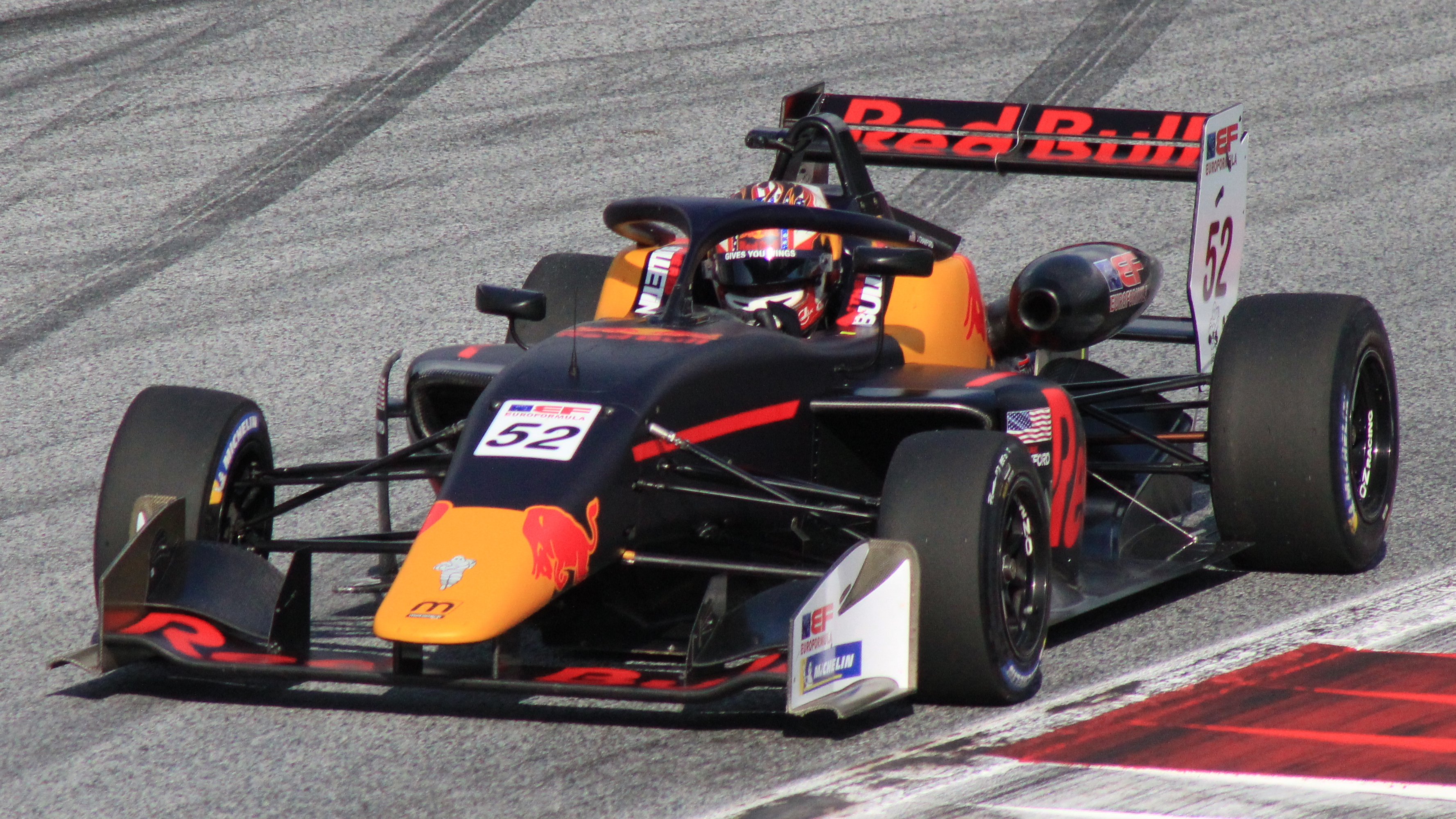
Jak Crawford en Euroformula Open en 2021
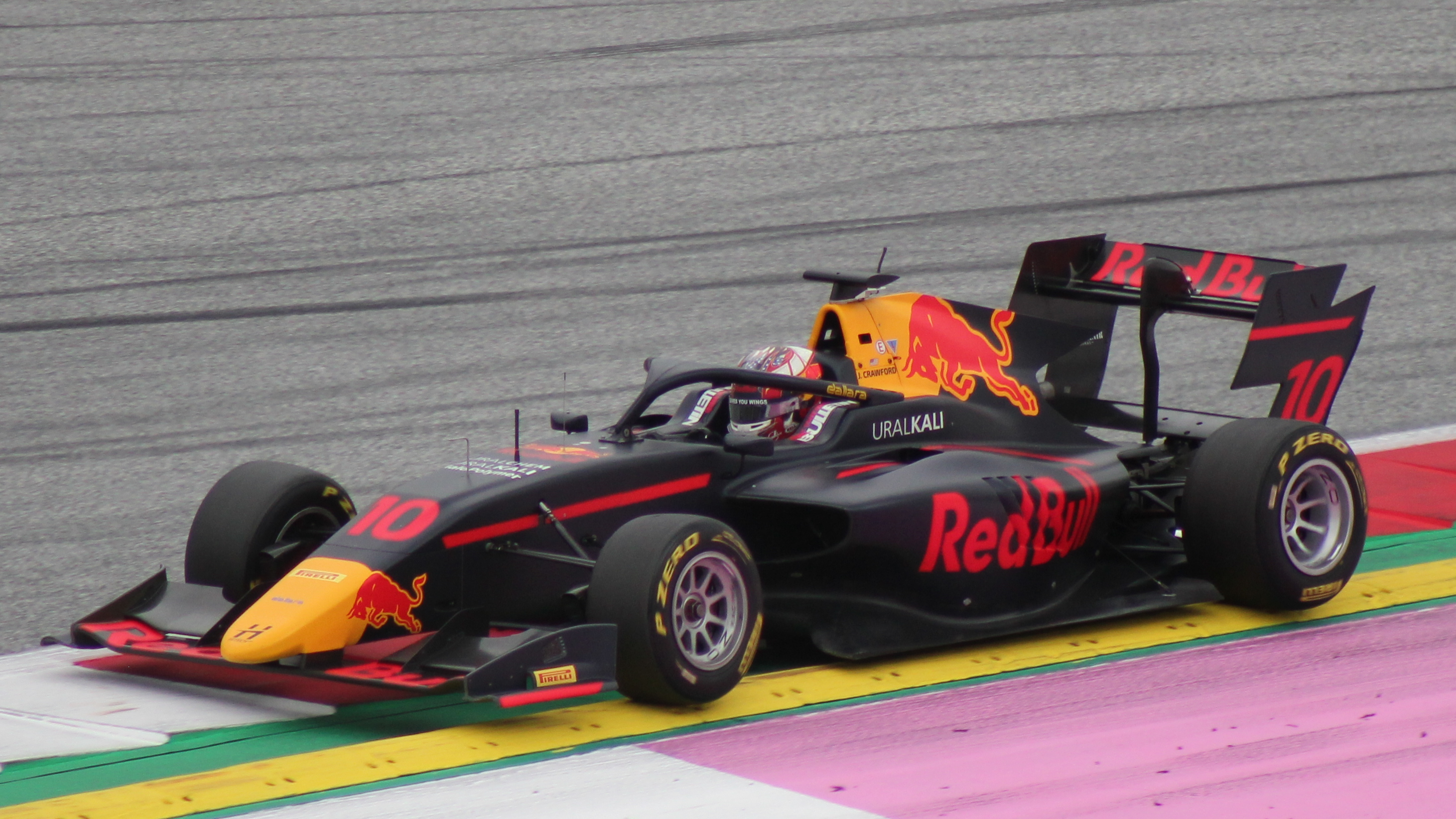
Jak Crawford en Formule 3 FIA en 2021
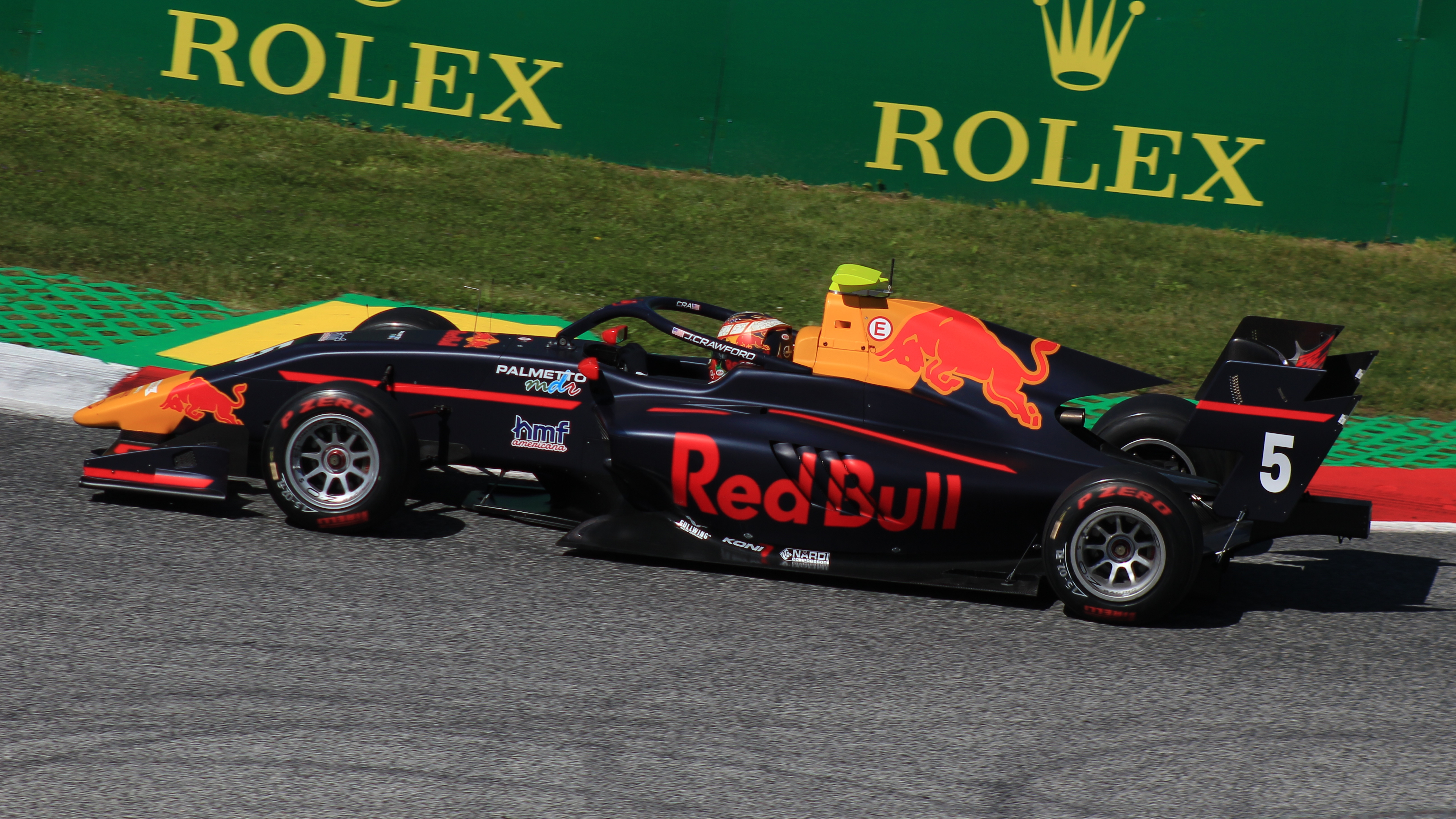
Jak Crawford en Formule 3 FIA en 2022
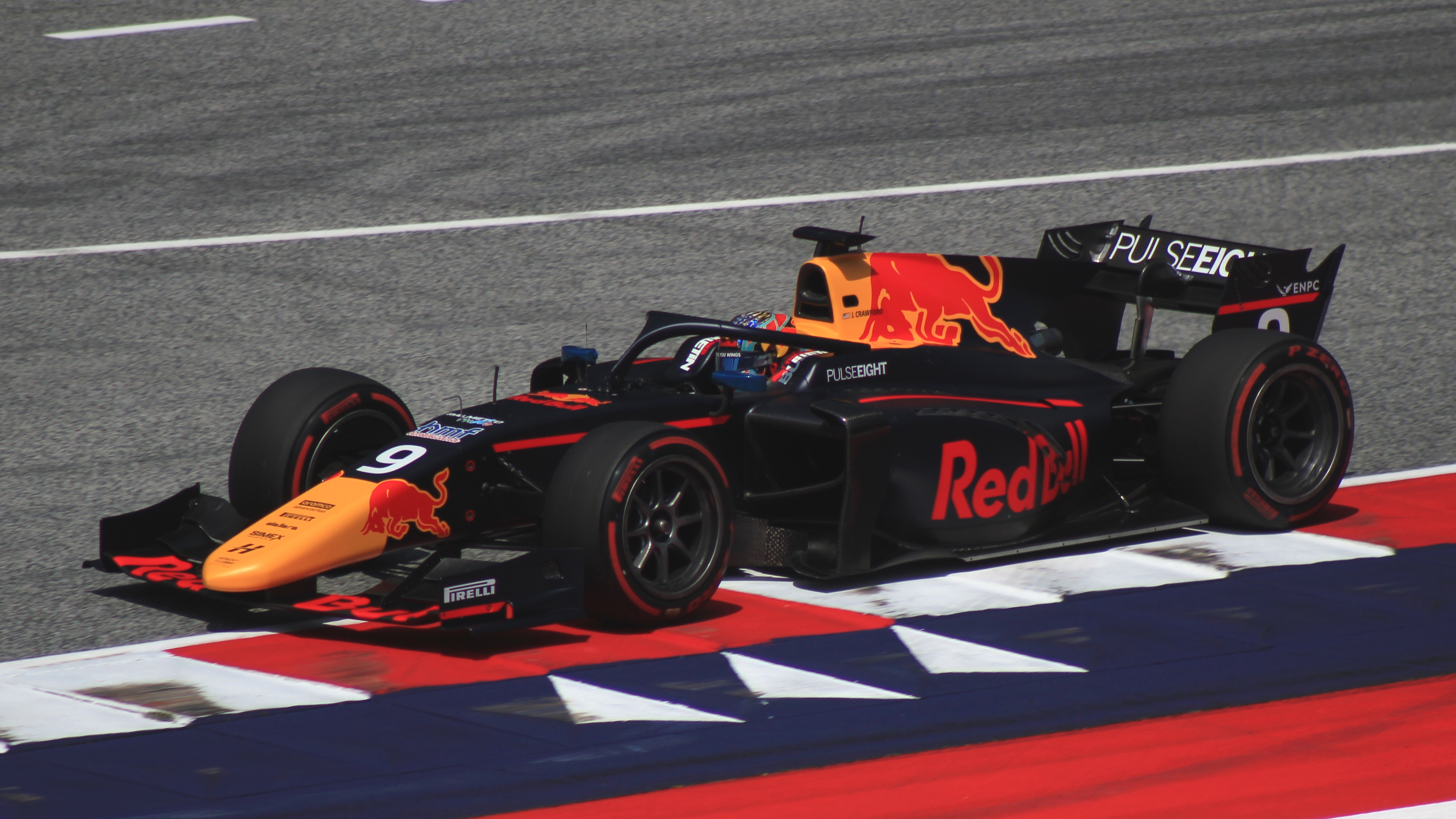
Jak Crawford en Formule 2 en 2023.
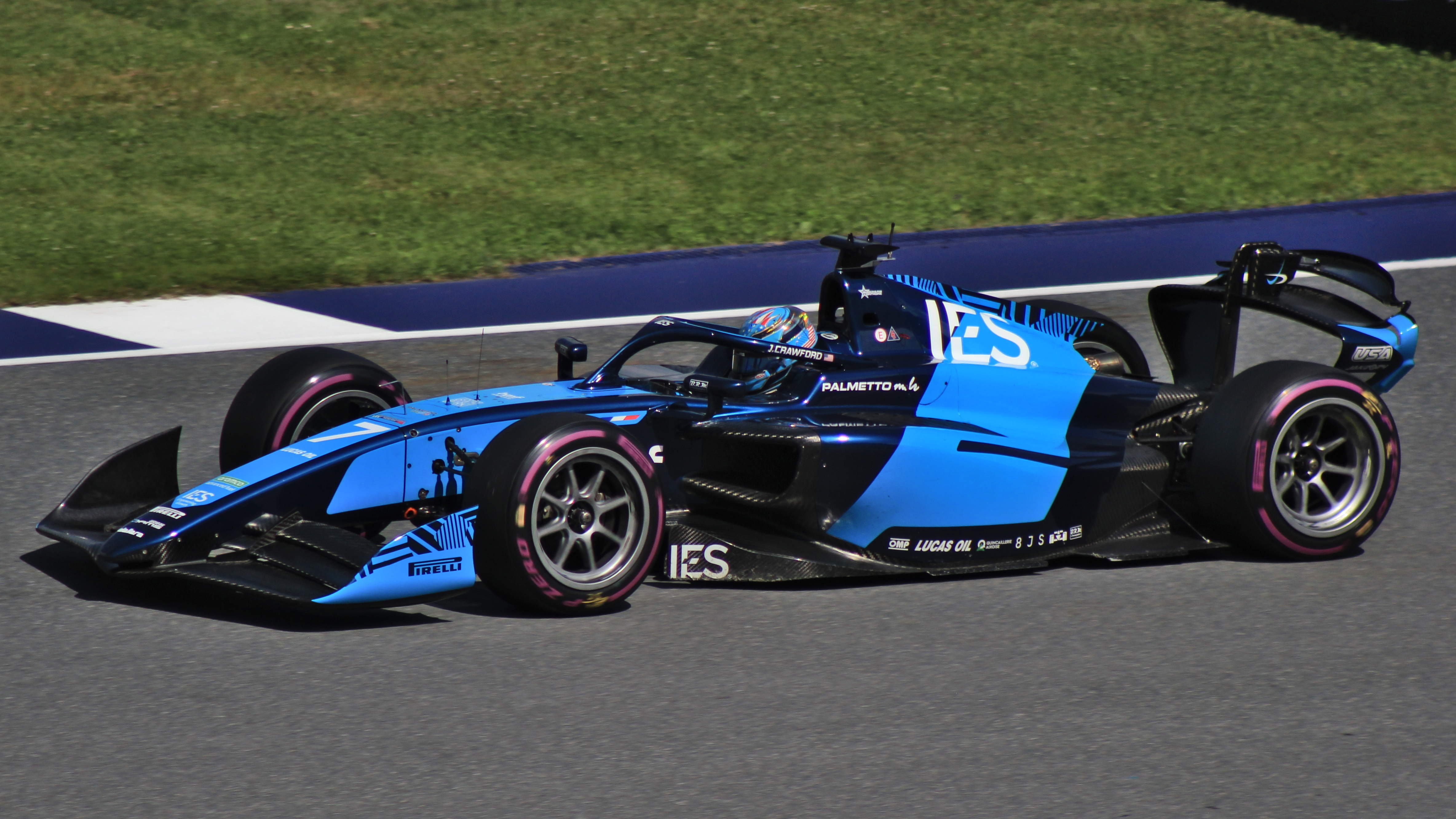
Jak Crawford en Formule 2 en 2024.
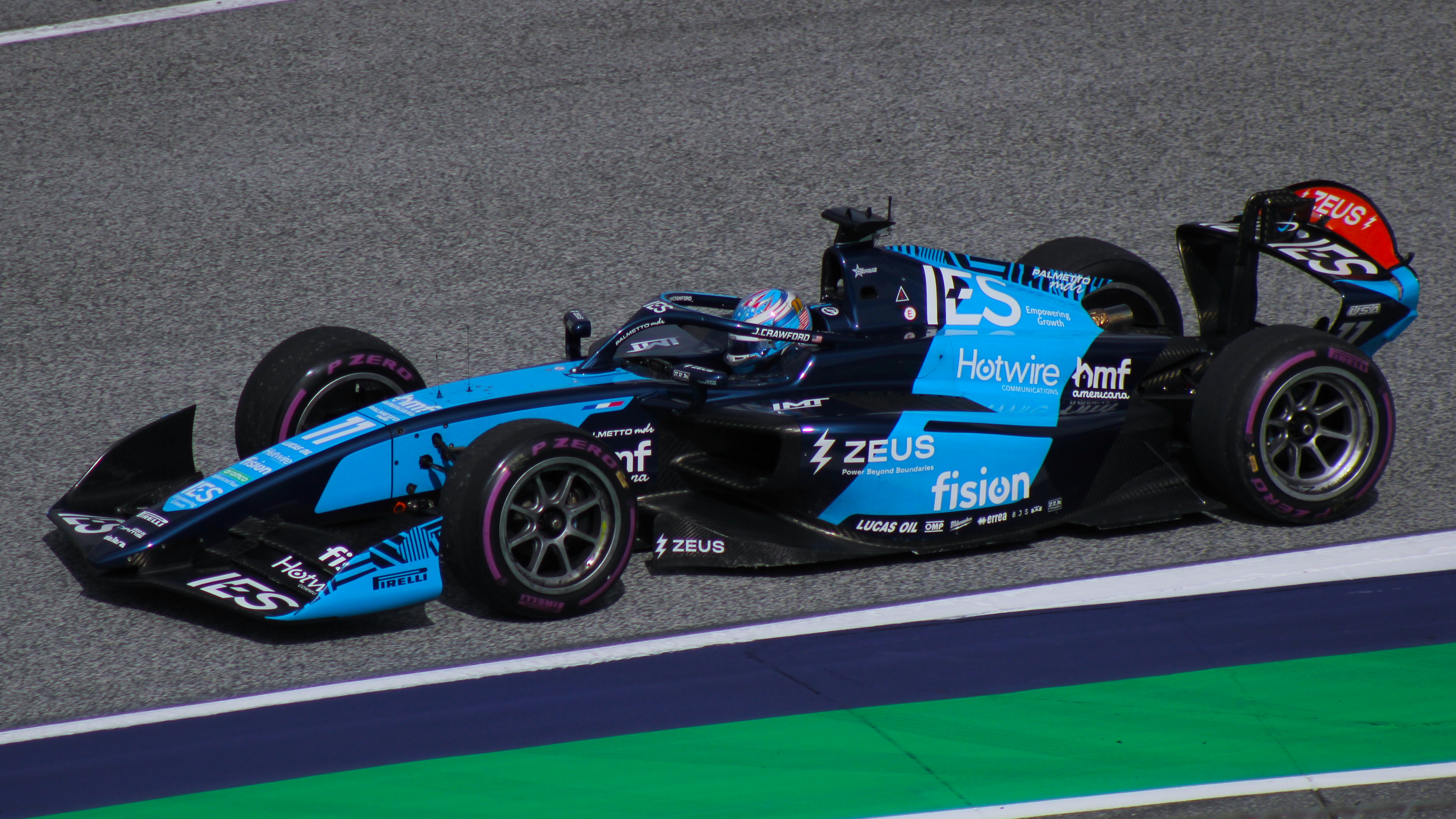
Jak Crawford en Formule 2 en 2025.

## Résultats en compétition automobile
| Saison    | Championnat                          | Écurie                    | Courses | Victoires | Pole positions | Meilleurs tours | Podiums | Points | Classement |
| --------- | ------------------------------------ | ------------------------- | ------- | --------- | -------------- | --------------- | ------- | ------ | ---------- |
| 2018-2019 | Championnat de Formule 4 de la NACAM | Scuderia Martiga EG       | 20      | 6         | 2              | 12              | 14      | 333    | 2e         |
| 2019      | US F2000 National Championship       | DEForce Racing            | 7       | 0         | 0              | 0               | 0       | 183    | 7e         |
| 2019      | US F2000 National Championship       | Cape Motorsports          | 6       | 0         | 0              | 0               | 0       | 183    | 7e         |
| 2020      | Championnat d'Allemagne de Formule 4 | Van Amersfoort Racing     | 21      | 5         | 4              | 5               | 12      | 298    | 2e         |
| 2020      | Championnat d'Italie de Formule 4    | Van Amersfoort Racing     | 14      | 2         | 0              | 0               | 7       | 150    | 6e         |
| 2021      | Formule 3 FIA                        | Hitech Grand Prix         | 20      | 0         | 0              | 0               | 1       | 45     | 13e        |
| 2021      | Euroformula Open                     | Team Motopark             | 22      | 8         | 4              | 12              | 10      | 304    | 3e         |
| 2022      | Formule Régionale Asie               | Abu Dhabi Racing by Prema | 15      | 0         | 0              | 1               | 3       | 113    | 6e         |
| 2022      | Formule 3 FIA                        | Prema Racing              | 18      | 1         | 0              | 2               | 5       | 109    | 7e         |
| 2023      | Formule Régionale Moyen-Orient       | Hitech Pulse-Eight        | 3       | 0         | 0              | 0               | 0       | 4      | 28e        |
| 2023      | Formule 2                            | Hitech Pulse-Eight        | 26      | 1         | 1              | 0               | 5       | 57     | 13e        |
| 2024      | Formule 2                            | DAMS Lucas Oil            | 28      | 1         | 0              | 0               | 6       | 125    | 5e         |
| 2025      | Formule 2                            | DAMS Lucas Oil            | 19      | 3         | 1              | 0               | 7       | 137    | 2e         |